# Condado de Gryfino
Nota linguística: Não confundir hrabstwo (condado) com powiat (divisão administrativa)..
Gryfino (polaco: powiat gryfiński) é um powiat (condado) da Polónia, na voivodia da Pomerânia Ocidental. A sede é a cidade de Gryfino. Estende-se por uma área de 1869,54 km², com 82 869 habitantes, segundo os censos de 2005, com uma densidade 44,33 hab/km².

## Divisões admistrativas
O condado possui:
Comunas urbana-rurais: Cedynia, Chojna, Gryfino, Mieszkowice, Moryń, Trzcińsko-Zdrój
Comunas rurais: Banie, Stare Czarnowo, Widuchowa
Cidades: Cedynia, Chojna, Gryfino, Mieszkowice, Moryń, Trzcińsko-Zdrój

## Demografia
População (dados de 30 de Junho de 2005):
|          | Total   | Total | Mulheres | Mulheres | Homens  | Homens |
| -------- | ------- | ----- | -------- | -------- | ------- | ------ |
|          | pessoas | %     | pessoas  | %        | pessoas | %      |
| Total    | 82 869  | 100   | 41 742   | 50,4     | 41 127  | 49,6   |
| Cidades  | 37 971  | 100   | 19 503   | 51,4     | 18 468  | 48,6   |
| Povoados | 44 898  | 100   | 22 239   | 49,5     | 22 659  | 50,5   |